# Szeverényi Péter
Szeverényi Péter (Békéscsaba, 1980. január 23. –) magyar labdarúgó. Profi labdarúgó pályafutását a Békéscsaba 1912 Előre csapatában kezdte és itt végigjárta az utánpótlás csapatokat is. A kevés játéklehetőség miatt az Orosháza gárdájához igazolt, de a jó játékteljesítménye miatt visszahívták Békéscsabára. Jelenleg is a Békéscsaba 1912 Előre játékosa.

## Külső hivatkozások
- Profil